# Уошберн, Шервуд
Шервуд (Шерри) Уошберн (англ. Sherwood (“Sherry”) L. (Larned) Washburn; 26 ноября 1911, Кембридж, Массачусетс — 16 апреля 2000, Беркли, Калифорния) — американский приматолог и физический антрополог. Доктор философии (1940), Университетский профессор Ун-та Калифорнии (1975), член НАН США (1963). Удостоился Distinguished Service Award от American Anthropological Association (1983). Первый удостоенный Charles Darwin Lifetime Achievement Award (1992). Считается самым влиятельным североамериканским физическим антропологом послевоенных десятилетий.
Его называют центральной фигурой в трансформации физической антропологии во второй половине двадцатого века. 

## Биография
Родился вторым сыном в зажиточной и высокообразованной семье священника; брат Брэдфорда Уошберна. В 1926-1931 годах учился в Гротонской школе.
Окончил Гарвард (B.A. summa cum laude, 1935). Его докторская диссертация там (под началом Earnest Hooton — самого влиятельного и популярного физического антрополога своего поколения) стала всего лишь второй в США по типологии приматов. Однако куда больше анатомии его позже заинтересует их поведение. Участник знаменитой гарвардской приматологической экспедиции в Азию 1937 года (Asiatic Primate Expedition). Он также занимался в Мичиганском ун-те и в Оксфорде у Уилфрида Ле Гро Кларка.
В 1939 году начал свою академическую карьеру, став преподавателем Колумбийского университета; преподавал анатомию в тамошней Медицинской школе. Завяжет дружбу с Феодосием Добжанским. Также его близким другом стал Gabriel Lasker.
В 1947 году переехал в Чикагский университет на департамент антропологии, став там преемником Wilton M. Krogman; ассоциированный профессор, профессор, председатель факультета антропологии.
В 1958 году перешел профессором в Калифорнийский университет в Беркли, где пребудет до конца своих дней; в 1961-1963 годах авкафедрой, с 1979 года эмерит. 
Являлся президентом American Association of Physical Anthropologists (1951-52). Последней в его честь после его смерти присуждается Sherwood Washburn Prize.
Член Нью-Йоркской академии наук, почётный феллоу Королевского антропологического института. Также был отмечен Ciba Foundation Annual Lecture Medal (1965) и Walker Prize (Boston Museum of Science), Berkeley Citation. Почётный доктор (1985). 
В 1955 году в Африке изучал бабуинов в дикой природе. Именно эта поездка переключила его исследования на изучение поведения.
В том же году вышла его основополагающая работа «The New Physical Anthropology». 
Также внес вклад в область судебной антропологии.
Указывают, что из первых девятнадцати докторских степеней по приматологической антропологии в Соединенных Штатах пятнадцать курировал Уошберн.
Редактор American Journal of Physical Anthropology (1955—1957). 
Ключевые работы: Thinking About Race (1945), Social Life of Early Man (1961), Classification and Human Evolution (1963), Perspectives on Human Evolution (1968), Ape Into Man: A Study of Human Evolution (1974).
Женился в 1938 году (овдовел в 1985); двое сыновей, внуки.